# カールスルーエ市電GT8-70D/N形電車
GT8-70D/N形は、ドイツ・カールスルーエの路面電車であるカールスルーエ市電およびカールスルーエ・シュタットバーンで使用されている車両。車内の大部分の床上高さを下げた部分超低床電車で、従来の車両と比べ収容力が増加している。

## 概要
カールスルーエ市電には1995年以降、初の超低床電車（部分超低床電車）である3車体連接車のGT6-70D/N形が導入されたが、一部区間において収容力不足が指摘されるようになった。それを受け、車体数を増加させた車両として導入されたのがGT8-70D/N形である。
編成はGT6-70D/N形から伸びた5車体連接車となり、定員数も245人（着席124人）と大幅に増加している。更に前後車体には連結器が設置されており、多客時にはGT6-70D/N形との連結運転が行われている。車内は動力台車が設置されている両端を除いた全体の80 %が床上高さ340 mmの低床構造となっており、主電動機は三相誘導電動機が用いられている。また、ドイツの路面電車規格（BOStrab）および鉄道規格（EBO）双方に適合した設計となっており、後述するシュタットバーン（鉄道線）の系統にも対応している。

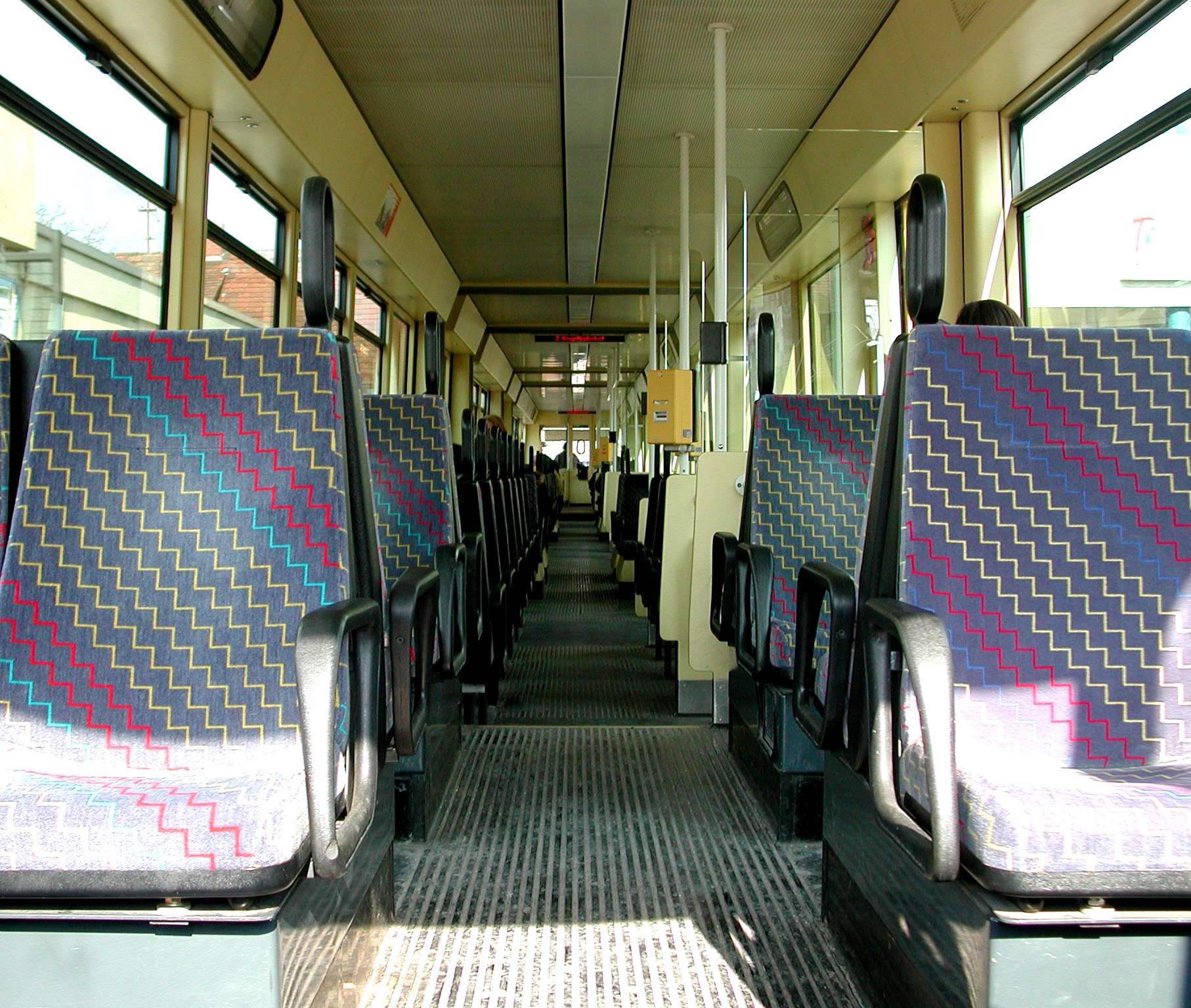
車内
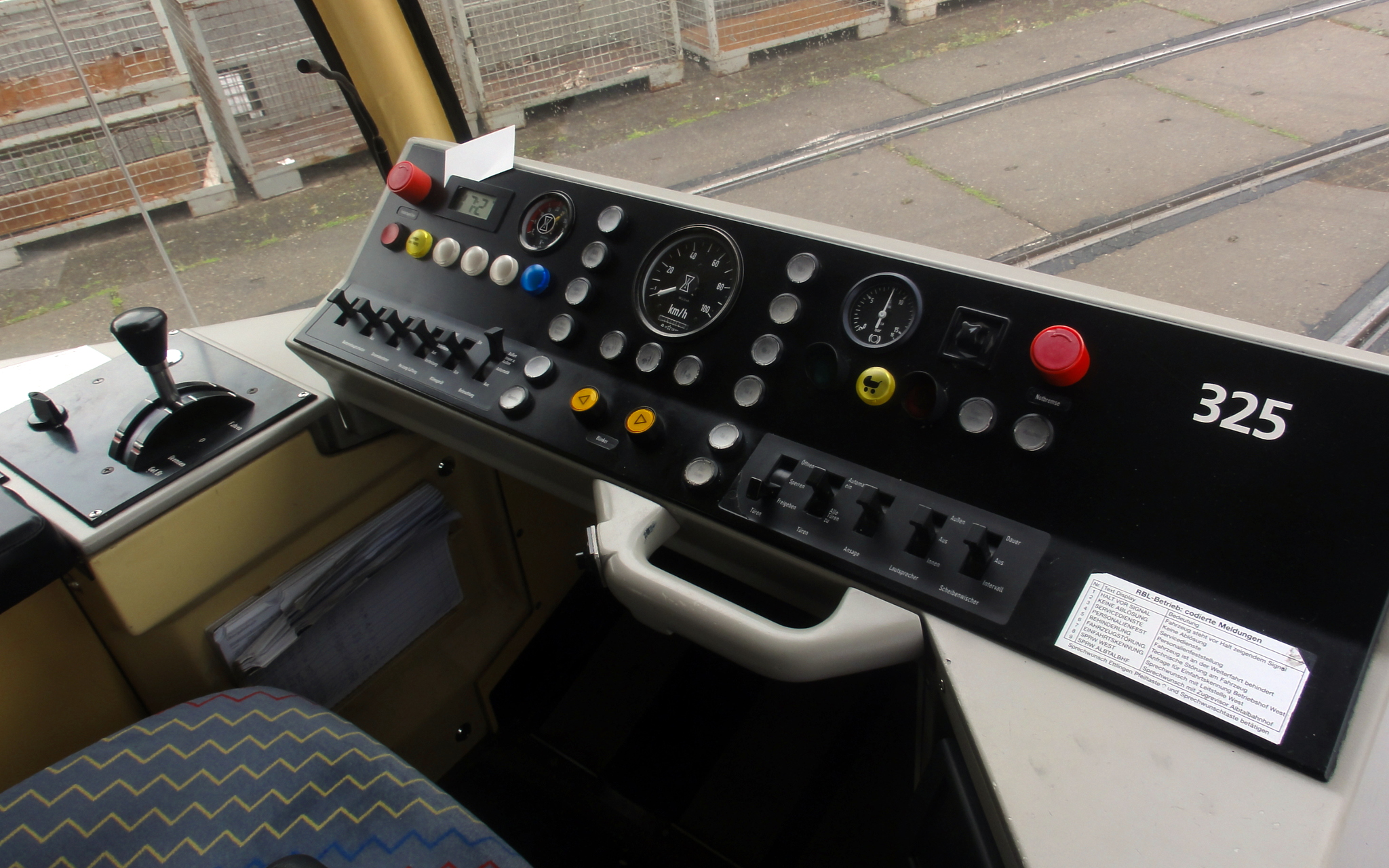
運転台

1999年から2000年にかけてデュワグによって20両（301 - 320）が製造され、2003年にも同社を吸収したシーメンスによって5両（321 - 325）が増備された。以降はカールスルーエ市電の各系統に加え、カールスルーエ・シュタットバーンのS2号線で使用されている。運用事業者については、製造当初全車ともカールスルーエ交通事業（VBK）が所有していたが、2007年以降5両（321 - 325）の所有権がアルブタール交通（AVG）に移管されている。

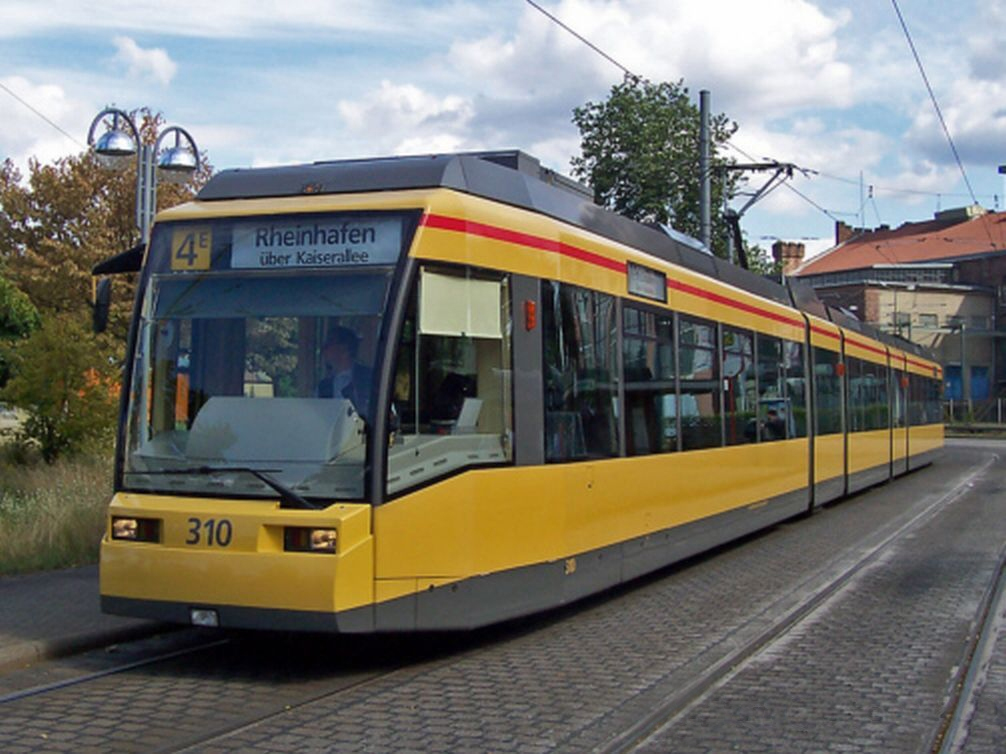
310
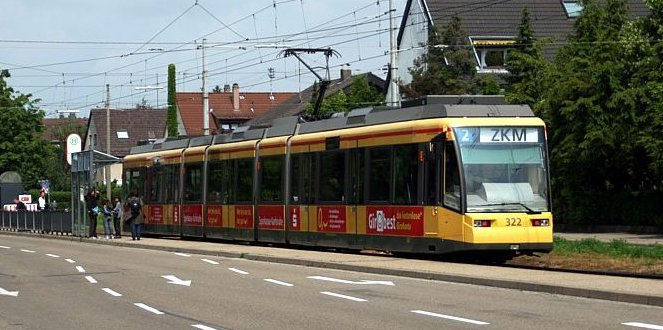
乗降扉は車体右側にのみ存在する（322）